# Port lotniczy Houston-George Bush
Międzykontynentalny port lotniczy Houston-George Bush (George Bush Intercontinental Airport/Houston) (kod IATA: IAH, kod ICAO: KIAH) – międzynarodowe lotnisko położone 37 km na północ od centrum Houston, w stanie Teksas. Stanowił główny węzeł lotniczy dla Continental Airlines. Obsługuje ponad 32 mln pasażerów rocznie. Nazwany na cześć 41. Prezydenta Stanów Zjednoczonych George’a Herberta Walkera Busha, ojca 43. prezydenta USA, George’a Walkera Busha.

## Linie lotnicze i połączenia

### Terminal A
- Air Canada (Toronto-Pearson)
  - Air Canada Jazz (Calgary)
- American Airlines (Chicago-O’Hare, Dallas/Fort Worth, Miami)
- United Airlines
  - United Express obsługiwane przez Colgan Air (Abilene, Alexandria (LA), Beaumont, College Station, Del Rio, Killeen, Lafayette, Lake Charles, Monroe (LA), San Angelo, Shreveport, Texarkana, Tyler (TX), Victoria (TX), Waco)
- Delta Air Lines (Atlanta, Salt Lake City [sezonowo])
  - Delta Connection obsługiwane przez Atlantic Southeast Airlines (Atlanta)
  - Delta Connection obsługiwane przez Comair (Cincinnati)
  - Delta Connection obsługiwane przez Freedom Airlines (Nowy Jork-JFK)
  - Delta Connection obsługiwane przez Shuttle America (Atlanta)
  - Delta Connection obsługiwane przez SkyWest (Atlanta, Salt Lake City)
  - Delta Connection obsługiwane przez Pinnacle Airlines (Atlanta)
- Frontier Airlines (Denver)
  - Frontier Airlines obsługiwane przez Republic Airlines (Denver)
- Northwest Airlines (Detroit, Memphis, Minneapolis/St. Paul)
  - Northwest Airlink obsługiwane przez Mesaba Airlines (Minneapolis/St. Paul)
  - Northwest Airlink obsługiwane przez Pinnacle Airlines (Memphis)
- United Airlines (Chicago-O’Hare, Denver, San Francisco)
  - United Express obsługiwane przez Shuttle America (Chicago-O’Hare, Denver, Waszyngton-Dulles)
  - United Express obsługiwane przez SkyWest (Chicago-O’Hare, Denver)
  - United Express obsługiwane przez Mesa Airlines (Denver, Waszyngton-Dulles)
- US Airways (Charlotte, Filadelfia, Phoenix)
  - US Airways Express obsługiwane przez Mesa Airlines (Charlotte, Las Vegas, Phoenix)
  - US Airways Express obsługiwane przez Republic Airlines (Filadelfia)

### Terminal B
- United Airlines
  - United Express obsługiwane przez Chautauqua Airlines (Alexandria, Amarillo, Atlanta, Baton Rouge, Brownsville, Chicago-O’Hare, Colorado Springs, Columbia (SC), Columbus (OH), Corpus Christi, El Paso, Fort Walton Beach, Harlingen, Indianapolis, Jacksonville, Kansas City, Little Rock, Louisville, Lubbock, McAllen, Midland/Odessa, Minneapolis/St. Paul, Oklahoma City, Pensacola, Sarasota-Bradenton, St. Louis, West Palm Beach)
  - United Express obsługiwane przez ExpressJet Airlines (Albuquerque, Alexandria, Amarillo, Asheville, Atlanta, Austin, Bakersfield, Baton Rouge, Beaumont, Birmingham (AL), Brownsville, Charleston (SC), Charleston (WV), Charlotte, Chattanooga, Chicago-O’Hare, Cincinnati, Colorado Springs, Columbia (SC), Columbus (OH), Corpus Christi, Dallas/Fort Worth, Dallas-Love, Dayton, Des Moines, El Paso, Fayetteville (AR), Fort Myers, Fort Walton Beach, Grand Rapids, Greensboro, Greenville, Gulfport/Biloxi, Harlingen, Huntsville, Indianapolis, Jackson, Jacksonville, Killeen, Kansas City, Knoxville, Lafayette, Lake Charles, Laredo, Lexington, Little Rock, Louisville, Lubbock, McAllen, Memphis, Midland/Odessa, Milwaukee, Mobile, Montgomery, Nashville, Nowy Orlean, Norfolk, Oklahoma City, Omaha, Orlando, Palm Springs, Pensacola, Pittsburgh, Phoenix, Raleigh/Durham, Richmond, Salt Lake City, Savannah, Shreveport, St. Louis, Tallahassee, Toronto-Pearson, Tucson, Tulsa, Victoria (TX), Waszyngton-Dulles, West Palm Beach, Wichita)

### Terminal C
- United Airlines (Albuquerque, Anchorage [sezonowo], Atlanta, Austin, Baltimore/Waszyngton, Baton Rouge, Birmingham (AL), Boston, Calgary, Chicago-O’Hare, Cleveland, Columbus (OH), Dallas/Fort Worth, Denver, Detroit, El Paso, Fort Lauderdale, Fort Myers, Hartford, Honolulu, Indianapolis, Jacksonville, Las Vegas, Los Angeles, McAllen, Miami, Minneapolis/St. Paul, Montrose/Telluride [sezonowo], Nowy Orlean, Nowy Jork-JFK, Nowy Jork-LaGuardia, Newark, Oakland, Oklahoma City, Omaha, Ontario (CA), Orange County, Orlando, Pensacola, Filadelfia, Phoenix, Pittsburgh, Portland (OR), Raleigh/Durham, Reno/Tahoe, Sacramento, Salt Lake City, San Antonio, San Diego, San Francisco, San Jose (CA), San Juan, Seattle/Tacoma, Tampa, Toronto-Pearson, Tucson, Tulsa, Vail [sezonowo], Vancouver, Waszyngton-Dulles, Waszyngton-Reagan, West Palm Beach)

### Terminal D
- Aeroméxico (Meksyk)
- Air France (Paryż-Charles de Gaulle)
- British Airways (Londyn-Heathrow)
- United Airlines
  - United Express obsługiwane przez ExpressJet Airlines (Patrz Terminal E)
- Emirates (Dubaj)
- KLM (Amsterdam)
  - KLM obsługiwane przez PrivatAir (Amsterdam)
- Lufthansa (Frankfurt)
- Turkish Airlines (Stambuł-Atatürk)
- Qatar Airways (Ad-Dauha)
- Singapore Airlines (Moskwa-Domodiedowo, Singapur)
- TACA (Belize City, Roatán, San Salvador, San Pedro Sula)

### Terminal E
- United Airlines (Acapulco, Amsterdam, Aruba, Belize City, Bogotá, Bonaire, Buenos Aires-Ezeiza, Cali, Cancún, Caracas, Cozumel, Grand Cayman, Guadalajara, Gwatemala, Guayaquil, Ixtapa/Zihuatanejo, León, Liberia (CR), Lima, Londyn-Gatwick, Londyn-Heathrow, Managua, Mérida, Meksyk, Montego Bay, Monterrey, Nassau [sezonowo], Panama, Paryż-Charles de Gaulle, Port-of-Spain, Puerto Vallarta, Quito, Rio de Janeiro-Galeão, Roatán, San Jose del Cabo, San José (CR), San Pedro Sula, San Salvador, São Paulo-Guarulhos, Tegucigalpa, Tokio-Narita)
  - United Express obsługiwane przez ExpressJet Airlines (Acapulco, Aguascalientes, Chihuahua, Ciudad Del Carmen, Durango, Guadalajara, Huatulco, Ixtapa/Zihuatenejo, León, Loreto, Manzanillo, Mazatlán, Meksyk, Monclova, Monterrey, Morelia, Nassau, Oaxaca, Puebla, Puerto Vallarta, Querétaro, Saltillo, San Luis Potosí, Tampico, Toluca, Torreón, Veracruz, Villahermosa)

### Czartery
- SonAir obsługiwane przez World Airways (Luanda)